# Fabrizio De André (album)
Albums de Fabrizio De André
Rimini
(1978) Crêuza de mä
(1984)
Fabrizio De André, plus connu sous le nom de L'indiano, est le douzième album homonyme du chanteur italien Fabrizio De André paru le 21 juillet 1981 chez la maison de disques Ricordi. Sur la pochette de l'album ne figurait que le nom de De André, avec l'image d'un amérindien à cheval, qui donna son surnom à l'album. Il s'agit d'une peinture de sioux de Frederic Remington titrée The Outlier (1909).

## Titres de l'album
Toutes les chansons sont de Fabrizio De André sauf mention :
| No | Titre                                                                                         | Durée |
| -- | --------------------------------------------------------------------------------------------- | ----- |
| 1. | Quello che non ho                                                                             | 5:51  |
| 2. | Canto del servo pastore                                                                       | 3:13  |
| 3. | Fiume Sand Creek                                                                              | 5:37  |
| 4. | Ave Maria (d'après une chanson populaire sarde adaptée par Fabrizio De André et Albino Puddu) | 5:30  |
| 5. | Hotel Supramonte                                                                              | 4:32  |
| 6. | Franziska                                                                                     | 5:30  |
| 7. | Se ti tagliassero a pezzetti                                                                  | 5:00  |
| 8. | Verdi pascoli                                                                                 | 5:18  |